# Joseph Parayre
Joseph Parayre (Ceret, 9 de novembre del 1893 - 20 de setembre del 1940) fou un polític nord-català, diputat a l'Assemblea Nacional Francesa i senador durant la Tercera República Francesa.

## Biografia
Fill d'un treballador de banca, es va llicenciar en dret a la Universitat de Tolosa de Llenguadoc. Va exercir d'advocat a Ceret i fou elegit conseller de l'ajuntament de Ceret. Militant de la SFIO, fou elegit diputat pels Pirineus Orientals a les eleccions legislatives franceses de 1932 i 1936. A la mort de Joan Payrà en 1937 el va substituir en el Senat. El 10 de juliol de 1940 no va prendre part en el vot de plens poders a Philippe Pétain.